# Dorota Brzozowska
Dorota Brzozowska (ur. 6 sierpnia 1964 w Szczecinie) – pływaczka, ekonomistka, olimpijka z Moskwy 1980.
W czasie kariery zawodniczej reprezentowała szczeciński klub Stal Szczecin (trener Michał Kantecki). Była pierwszą polską pływaczką która wystąpiła w finale olimpijskim (200 m stylem motylkowym) zajmując w nim 5. miejsce. Po igrzyskach olimpijskich w Moskwie zakończyła karierę.

## Rekordy życiowe

### Basen 50 m
- 400 m stylem dowolnym – 4.24.03 (uzyskany 14 marca 1980 w Warszawie)
- 200 m stylem dowolnym – 2.06.70 (uzyskany 26 maja 1980 we Wrocławiu)
- 100 m stylem motylkowym – 1.04.04 (uzyskany 23 lipca 1980  w Moskwie)
- 200 m stylem motylkowym – 2.14.12 (uzyskany 21 lipca 1980 w Moskwie)